# 本郷北方
本郷北方（ほんごうきたかた）とは、宮崎県宮崎市内の地名。正式には「宮崎市大字本郷北方」の表記となる。本郷地域自治区および赤江地域自治区に属する。郵便番号は880-0925。

## 地理
宮崎市の中南部、旧赤江町の南部に位置する。住居表示実施による月見ヶ丘、希望ヶ丘、本郷（住居表示実施）、まなび野の成立、本郷南方との飛び地があるため、境界は複雑である。おおまかに北を月見ヶ丘、西を清武町加納、源藤町、南を郡司分、本郷南方、東を田吉をと接する。

## 地名の由来
本郷の地名は古く、鎌倉時代初期、1197(建久8年)に作られた土地台帳『建久図田帳』にある八条女院領国富庄の本郷に由来する。国富庄は、北に新田、佐土原、那珂、穂北などの児湯郡と南に左右恒久、田吉、加納、国富本郷、熊野などの宮崎郡があり、このうち国富本郷は土持宣綱が治めていた。
国富本郷は地理的に国富庄の中心部にあり本郷の地名が付いたものと思われる。後に国富本郷は本郷北方、本郷南方、郡司分に分かれた。。

## 歴史
- 1943年 - 大字本郷北方が成立。
- 1978年 -  本郷北方の一部をもって月見ヶ丘が成立、住居表示実施。
- 1980年 - 本郷北方の一部をもって希望ヶ丘、本郷が成立、住居表示実施。
- 2003年 - 本郷北方の一部をもってまなび野が成立、住居表示実施。
- 2006年 - 地域自治区制度施行。赤江地域自治区が成立。
- 2016年 - 赤江地域自治区の一部をもって本郷地域自治区が成立。

## 世帯数と人口
2023年（令和5年）5月1日現在の世帯数と人口は以下の通りである。
| 町丁             | 世帯数   | 人口   |
| ---------------- | -------- | ------ |
| 本郷南方（赤江） | 1167世帯 | 2422人 |
| 本郷南方（本郷） | 1530世帯 | 3172人 |

## 小・中学校の学区
市立小・中学校に通う場合、学区は以下の通りとなる。
| 町名                   | 小学校               | 中学校             |
| ---------------------- | -------------------- | ------------------ |
| 本郷南方（赤江）の一部 | 宮崎市立赤江小学校   | 宮崎市立赤江中学校 |
| 本郷南方（赤江）の一部 | 宮崎市立宮崎南小学校 | 宮崎市立赤江中学校 |
| 本郷南方（本郷）の一部 | 宮崎市立国富小学校   | 宮崎市立本郷中学校 |
| 本郷南方（本郷）の一部 | 宮崎市立本郷小学校   | 宮崎市立本郷中学校 |

## 交通

### 鉄道
日南線・宮崎空港線が通っており、田吉駅構内にあたる。（出入口は田吉にある。）

### バス
宮交グループの運営するバスが営業している。

### 道路
- 宮崎自動車道（宮崎インターチェンジ）
- 一ツ葉道路南線（宮崎県道10号宮崎インター佐土原線）本郷北方インターチェンジ、田吉インターチェンジ
- 国道220号(宮崎南バイパス)
- 宮崎県道337号城ヶ崎清武線
- 宮崎県道367号中村木崎線
- 宮崎県道375号学園木花台本郷北方線

## 施設
- 宮崎市消防局南消防署
- 宮崎市立本郷小学校
- 国土交通省九州運輸局宮崎運輸支局
- 軽自動車検査協会宮崎事務所
- 宮崎霊園